# مکنده‌دهان غربی
مکنده‌دهان غربی (نام علمی: Chiloglanis occidentalis) نام یک گونه از سرده مکنده‌دهان‌ها است.